# いじわる問答 「男と女」
『いじわる問答 「男と女」』（いじわるもんどう おとことおんな）は、1968年1月5日から同年3月29日までフジテレビ系列局で放送されていたフジテレビ製作の討論番組である。放送時間は毎週月 - 金曜 12:00 - 12:15 （日本標準時）。

## 概要
週5日間の帯で放送されていた討論番組で、毒舌を誇る著名人たちが男と女それぞれの立場から夫婦や恋愛関係、流行や風俗などについて論じていた。

## 出演者
- 岡田眞澄
- 梶山季之
- 野末陳平
- 戸川昌子
- 三浦布美子
- 佐々木久子
- ほか